# Гарелины
Гарелины — династия в Российской империи, занимавшаяся предпринимательской деятельностью в области текстильного производства. Родоначальником династии считается Иван Матвеевич Гарелин. Известные представители:
- Иван Матвеевич Гарелин (1778—1779);
- Яков Петрович Гарелин (1820—1890);
- Николай Фёдорович Гарелин (1883—1928).

## Текстильное производство
Мануфактурная промышленность была основана в Иваново-Вознесенске крепостными крестьянами графа Шереметева, во владении которого было село Иваново. В этом месте ещё некоторые время назад было набоечное мастерство по холсту. Изначально набойка производилась масляными красками, но позже данная работа стала выполняться заварными красками. Но данное производство было очень маленьким и фактически имело домашний характер. Только в 1751 году Михаил Ямановский, Иван Матвеевич Гарелин и Иван Грачёв основали предприятие для производства набивки. Тем не менее, в данный период времени в России не существовало понятия ситценабивного производства, а появилось оно лишь через несколько месяцев, а в селе и того дольше — к концу XVIII века. В 1750-х и 1760-х всё же были две фабрики такого типа, которые были основаны иностранными подданными — Лиманом, Чамберленом и Козенсом в Санкт-Петербурге (в то время — Петроград). Это инновационное на тот момент дело показалось очень интересным и прибыльным для ивановцев. Для того чтобы познать все секреты производства, они придумали план, по которому должны были проникнуть на новые фабрики и узнать тайны ситценабивного дела. Одним из таких людей был О.С.Соков, который и начал производство в Иванове. Следом за ним последовали Ямановский и, собственно, И. М. Гарелин со своим сыном.
В 1751 году набоечная фабрика, которая была основана И. М. Гарелиным, начала аккуратно перевоплощаться в ситценабивную. Помощником в этом выступил сын Ивана Матвеевича — Мефодий Иванович. Он обладал хорошим умом, занимался самообразованием, читал газеты и книги, активно участвовал в общественной жизни. Например, он помогал вести общественные дела в Иванова. В 1825 году Мефодий умер, не дожив совсем немного до 68 лет.
Изначально фабрика Гарелиных располагалась в Иванове, но позже она была перенесена в то место, где находилась фабрика Грачёва.
Сначала набойка по бумажным тканям делалась по бухарским и индийским тканям, завозившимся из Гандурино, а позже и из Астрахани. Благодаря проверке расходов Ивана Матвеевича Гарелина (1778—1779) стало видно, что он скупал у многих фабрикантов работу их предприятий.
В 1785 году на фабрике начали красить в синий цвет. С 1788 года М. И. начал приобретать бумажную вязь у московских ткачей-фабрикантов, однако основная закупка производилась именно в Петрограде, где впервые встречается название миткаль, когда Михаил Гарелин приобрёл за 700 кусков бумажной ткани. Ровный иностранный миткаль назывался бязью (бахтус). Учёные предполагают, что название «бязь» произошло из Азии, откуда и привозили набойку в 1850-х годах, набитую на бумажной ткани. Перед смертью Мефодий Иванович поставил на фабрике ситценабивные машины, которые приводились в движение лошадьми.
Как писал Тихонравов в своей статистике за 1817 год, производственное предприятие Гарелина занимало третье место по величине, уступая фабрике В. Е. Грачёвой и крестьянина Михаила Ивановича Ямановского, который принадлежал графу Шереметеву. Статистика говорит, что в 1817 году на фабрике имелось 1 021 штук ткацких станков, 85 набивных столов, за которыми были в суммарности 1 407 рабочих. Всего вырабатывалось 12 тысяч штук миткаля, а покупалось 11. Чистая прибыль за год составляла около 45 980 рублей.
После смерти Мефодия дело перешло его сыновьям — Петру и Никону Мефодиевичам. Пётр ещё и при жизни отца помогал ему в управлении фабрикой, так как сам Мефодий занимался лишь торговлей. В 1829 году иностранцы красили на фабрике бумагу и миткаль в адриапольский цвет; к 1832 году на предприятие появляется первая паровая машина. Темпы развития были успешными.
Никон Мефодиевич решил сам создать свою фабрику. Её существование было очень кратковременным (1843—1857) и называлась она «Никона Гарелина сыновья». Его сыновья тоже основали в 1866 году механическую ткацкую.
С 1888 по 1909 год считается периодом расцвета фабрики. Её полновластным владельцем считался Мефодий Никонович, который управлял ей до конца жизни. При его правлении предприятие быстро развивалось и делало это довольно успешно. В 1909 году Мефодий неожиданно умер и фабрика начала испытывать проблемы. Во-первых, Мефодий оставил запутанное завещание, вследствие чего не могли найти правопреемников. Во-вторых, в 1912 году начался промышленный застой. Фабрику спасло учреждение паевого товарищества, в которое был приглашён Константин Петрович Григорьев, ранее являвшийся сотрудником «Саввы Морозова сын и К».

## Иная деятельность

Яков Петрович Гарелин

Яков Петрович Гарелин (сын П. М. Гарелина) был коллекционером и почётным гражданином Иванова. Он внёс огромный вклад не только в развитие фабрики, но и в культурное наследие династии. Он активно жертвовал свои средства на благотворительные дела. Например, в 1861 году выделил несколько тысяч рублей на открытие больницы, в 1865 году создал библиотеку, в которой было 1500 книжных томов, пожертвовал географическому обществу этнографический альбом, за что удостоился серебряной медали. В честь памяти о его заслугах в 2000 году Ивановской центральной городской библиотеке было присвоено имя Якова Гарелина, коллекция которого легла в основание читальни.
Николай Фёдорович Гарелин (1883—1928) был историком, филологом, искусствоведом и библиографом. Он участвовал в реорганизации библиотеки Румянцевского музея, был его работником, внес огромный вклад в развитие её книжного фонда. Также являлся автором статей по книжному делу в 1-м издании Большой советской энциклопедии и ряда других популярных научных работ.